# 도화동 (인천)
도화동(道禾洞)은 대한민국 인천광역시 미추홀구의 북서부에 있는 법정동이다. 행정동 도화1동과 도화2·3동에서 관할한다.

## 역사
- 1910년, 다소면 매동, 옥정동, 화동(숙달), 상도마동(윗도마다리), 하도마동(아랫도마다리) 등 5개동을 통합하여 "도화리"로 했다.
- 1913년, 부,군,면 폐합으로 "부천군 다주면 도화리"가 되었다.
- 1936년, 인천부의 구역에 편입되면서, "앵정(桜町;사쿠라쵸)"으로 개칭되었다.
- 1946년 1월 1일, "도화동"으로 동명개칭 되었다.
- 1956년 10월 1일, "도화동"이 "도화1동"과 "도화2동"으로 분동되었다.
- 1968년, 인천시의 구제 실시로, "경기도 인천시 남구 도화동"이 되었다.
- 1977년 1월 1일, "도화2동"이 "도화2서부동"과 "도화2동부동"으로 분리
- 1977년 5월 10일, "도화2동부동"이 "도화2동", "도화2서부동"이 "도화3동"으로 명칭변경.
- 1981년 9월 1일, 인천시가 직할시로 승격함에 따라, "인천직할시 남구 도화동"이 되었다.
- 1995년 1월 1일, 지방자치법의 개정에 따라, "인천광역시 남구 도화동"이 되었다.
- 2009년 2월 1일, 인천광역시 남구 조례개정에 따라 도화2동, 도화3동이 "도화2·3동"으로 통합.
- 2018년 7월 1일, 인천광역시 남구 명칭 변경에 관한 법률에 의거 인천광역시 남구가 미추홀구로 개칭됨에 따라 “인천광역시 미추홀구 도화동”이 되어 현재에 이르고 있다.

## 인접동
- 인천광역시
  - 미추홀구
    - 주안동
    - 숭의동

  - 동구
    - 송림동

  - 서구
    - 가좌동

## 특징
- 동의 동쪽 경계선으로 경인고속도로가 지나고, 남쪽의 도화1동과 2·3동 경계선에 경인선 철도가 지나간다.

- 도화1동에 도화 나들목이 있어 고속도로의 진입이 용이하다.
- 동의 남동쪽지역엔 도화역, 남서쪽지역엔 제물포역이 위치해 철도이용도 용이하다.

- 동의 서쪽지역은 여러 중고등학교가 위치하며, 법적으로는 선인재단이 해체되어서 여러 중고등학교는 공립학교이지만, 지역 주민등을 중심으로는 옛 명칭인 선인재단으로 부르는 경우가 종종 있다.
- 인천대학교 제물포캠퍼스에 있던 대부분의 학과는 2009년 9월에 송도신도시로 이전하였다.

- 기존 제물포캠퍼스 부지의 일부는 청운대학교에게 매각되어 2013년 3월에 인천캠퍼스가 개교하였다.
- 인천대학교 제물포캠퍼스 부지 주변의 재개발로 인하여, 주변상인들의 보상비 등의 문제가 제기되고 있다.

- 제물포역 주변 상권 형성
- 도화역 주변에는 주택지로 단독주택 및 3~17층 높이의 아파트들이 들어서있고, 대화초등학교의 북쪽(구, 도화3동 지역)으로는 준공업지역이 형성되어 있다.
- 출퇴근시간에는 도화5거리 주변의 정체가 심각하다.
- 최근 주변인구격감에 따라, 도화2동과 도화3동은 행정동 개편에 따라 도화2·3동으로 개편되었다.

## 교육·문화 기관
- 국공립대학교
  - 인천대학교
  - 청운대학교
- 국공립전문대학
  - 인천전문대학
- 고등학교 (가나다순)
  - 도화기계공업고등학교
  - 선인고등학교
  - 인천대중예술고등학교
  - 인천비즈니스고등학교
  - 인천전자마이스터고등학교
  - 인화여자고등학교
- 중학교 (가나다순)
  - 선인중학교
  - 선화여자중학교
  - 인화여자중학교
- 초등학교 (가나다순)
  - 인천대화초등학교
  - 인천도화초등학교
  - 인천서화초등학교
- 도서관
  - 수봉도서관

## 주거
아파트
- 한신공영 도화4구역 한신휴플러스 (도화동) : 입주미정.

## 교통

### 철도
- 한국철도공사

- ● 경인선 & 수도권 전철 1호선

(주안동) ← 도화역 - 제물포역 → (숭의동)

### 버스
- 도화동을 지나는 시내버스

- 지선버스 : 2, 4, 7, 10, 11, 12,  13,  14,  15,  21,  22,  23,  24,  28,  28-1, 33, 62, 63, 67-1, 72, 63, 81, 82, 112
- 간선버스 : 510, 511, 512, 517, 519, 566
- 광역버스 : 9100
- 좌석버스 : 306, 306A, 307, 790, 800
- 시외버스 : 8850, 8851

## 행정동현황

### 도화1동

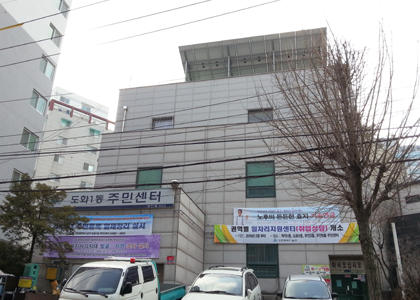
도화1동 주민자치센터
(석바위로 방향)

- 동 주민센터 위치 : 경인로 295 (도화1동 391-11)
- 면적 : 0.92 km2
- 인구 : 20,269명 (8,060세대) / 남자 10,109명 여자 10,160명
- 통반조직 : 29통 163반

(2009. 01. 31 기준)
- 도화1동 홈페이지

### 도화2·3동
- 동주민센터 위치 : 장고개로29-1 (도화동 64-7)
- 면적 : 2.91 km2
- 인구 : 26,933명 (11,533세대) / 남자 13,709명, 여자 13,224명
- 통반조직 : 44통 236반

(2019. 01. 01 기준)
- 도화2·3동 홈페이지

### 통계
- 면적 : 3.85 km2
- 인구 : 45,311명 (18,627세대) / 남자 23,052명, 여자 22,259명
- 인구밀도 : 11,769명/km2
- 세대당 인구수 : 2.43명
- 남녀성비 : 남 50.9%, 여 49.1%

## 같이 보기
- 인천광역시
- 미추홀구
- 인천대학교
- 경인고속도로, 수도권 전철 1호선 (경인선)
- 도화 나들목, 도화역, 제물포역